# Бёюк-Тава
Бёюк-Тава (азерб. Böyük Tava, ранее Большая Плита) — остров в Апшеронском заливе Каспийского моря, у центрального восточного побережья Азербайджана.
Один из островов Апшеронской архипелага. Остров необитаемый. Поблизости расположено несколько маленьких островов. Рельеф равнинный. Высота −27 метров ниже уровня моря. Административно относится к Пираллахинскoму району (Азербайджан).